# Амазон білолобий
Амазон білолобий (Amazona albifrons) — птах родини папугових.

## Зовнішній вигляд
Належить до порівняно невеликих папуг, довжина тіла не перевищує 26 см; вага — 380 г. Основне забарвлення оперення зелене. Чоло й вузька область навколо очей білі. Смужка навколо очей, що утворює подобу оправи окулярів — червона. Червона смуга знаходиться також на крилах — від згину до першорядних махових. Махове пір'я й смужка на тім'ї сині. Нижня частина черева й підхвістя мають жовтуватий відтінок. Дзьоб жовтий. Райдужка жовта. У самок в оперенні крила відсутній червоний колір.

## Розповсюдження
Живуть у Центральній Америці — від північно-західної частини Мексики до Коста-Рики.

## Спосіб життя
Населяє вологі тропічні ліси і савани з високими деревами.

## Розмноження

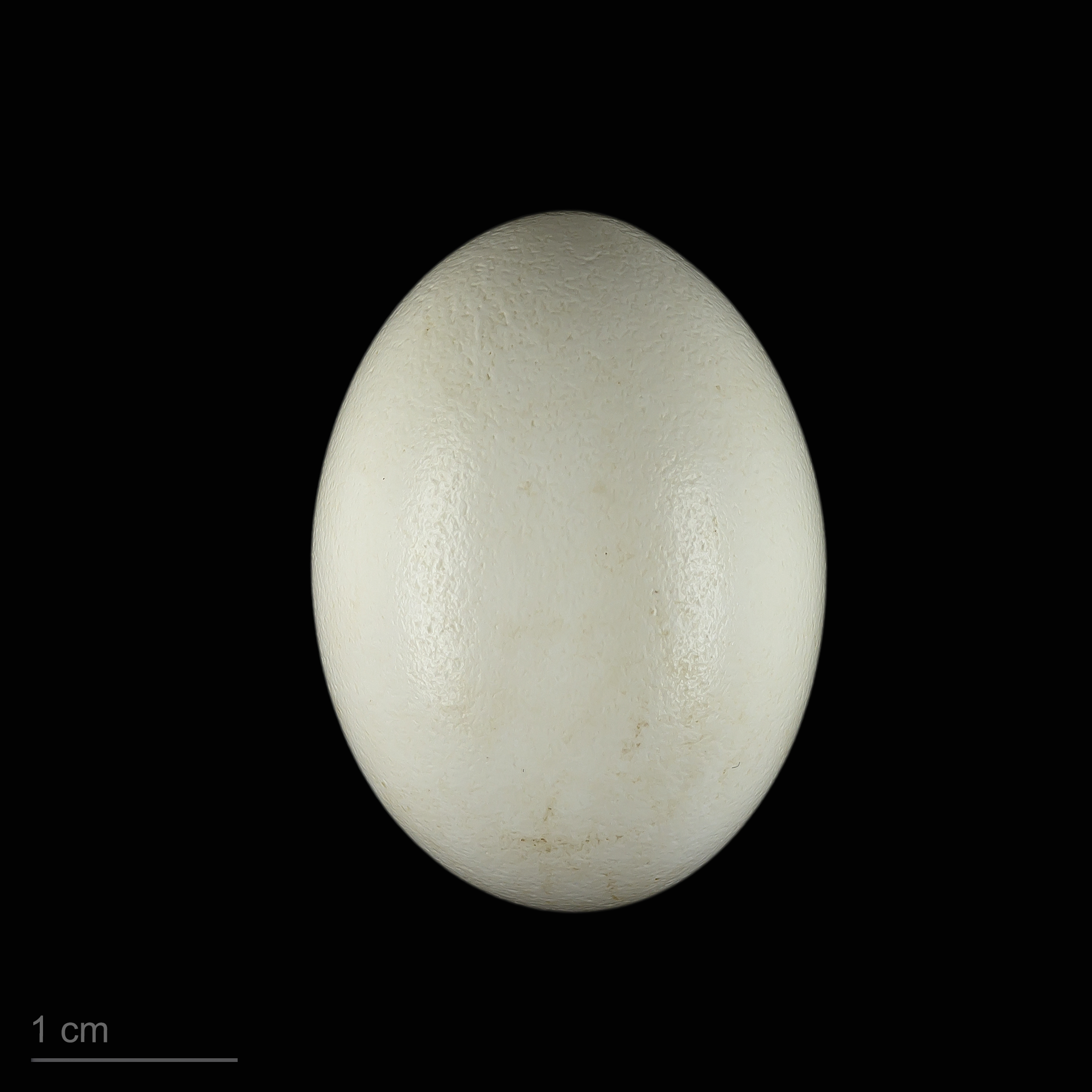
Яйце білолобого амазона в оологічній колекції (Тулузький музей)

У кладці, як правило, 2-4 яйця. Насиджування відбувається 28-30 днів. У гнізді пташенята перебувають 60-65 днів, після чого їх більше місяця догодовують батьки.

## Утримання
Через невеликі розміри цей вид папуг дуже популярний в аматорів птахів. Живуть звичайно до 50 років.